# 2006年ウクライナ最高議会選挙
2006年ウクライナ最高議会選挙は、ウクライナの立法府であるウクライナ最高議会（ヴェルホーヴナ・ラーダ。一院制）を構成する議員を選出するため2006年3月26日に投票が行われた選挙である。

## 選挙データ
- 議員定数：450議席
- 議員の任期：5年（解散あり）・・・前回までは4年
- 選挙権：18歳以上かつ直近で5年以上ウクライナに居住している者
- 被選挙権：21歳以上かつ選挙権者と同様に5年以上ウクライナに居住している者

前回選挙までは小選挙区比例代表並立制が採られていたが、今回の選挙から比例代表に一本化された。
- 選挙制度：比例代表制
  - 全国を1選挙区とし、有権者は政党もしくは選挙連合のいずれかに投票する（拘束名簿式）。
  - 議席配分は、全国集計で有効投票の3％以上（阻止条項）を得た政党若しくは選挙連合に対し、最大剰余方式（ヘアー式）で配分する。

## 主な政党及び選挙連合
ここでは主な政党及び選挙連合について紹介する。

### 「我らのウクライナ」
ウクライナ語：Блок "НАША УКРАЇНА"。英語：Bloc "Our Ukraine"
- 2004年オレンジ革命の主役であるユーシェンコ大統領の支持母体。
  - ウクライナ民族主義者会議
  - 人民ルフ
  - ウクライナ産業企業家党
  - キリスト教民主同盟党
  - 人民同盟我らのウクライナ党
  - ウクライナ共和党Sobor

### ティモシェンコ・ブロック
ウクライナ語："Блок Юлії Тимошенко"。英語：Bloc of Yulia Tymoshenko
- 2004年オレンジ革命の立役者の一人で、首相となった後にユーシェンコと袂を分かったティモシェンコ前首相が率いる選挙連合で2005年に結成された。親欧米路線。
  - 祖国党：ティモシェンコ・ブロックの中核政党。1999年にティモシェンコらが結成した政党。
  - ウクライナ社会民主党：1998年に結成された社会民主主義政党。社会主義インターナショナルの諮問政党。

### 地域党
ウクライナ語：Партія регіонів。英語：Party of Regions
- 党首：ヤヌコーヴィチ元首相
- ウクライナ東南部のロシア系住民を支持基盤とする政党。親ロシア路線。

### ウクライナ共産党
ウクライナ語：Комуністична партія України。英語：Communist Party of Ukraine
- 1993年にドネツク州党委員会の第2書記であったシモネンコが中心となって結成。

### ウクライナ社会党
ウクライナ語：Соціалістична партія України。英語：Socialist Party of Ukraine
- 1991年に當時活動を禁止されていたウクライナ共産党の代替政党として結成された。共産党の活動が認められた後は、社会民主主義政党として独自色を強めている。社会主義インターナショナルに加盟。

## 選挙結果
- 投票日：2006年3月26日

| 登録有権者   | 37,528,884 |
| 投票者数     | 25,352,380 |
| 投票率（％） | 67.55      |

| 政党及び選挙連合                                                                          | 得票数     | 得票率 | 議席数 | 議席率 |
| ----------------------------------------------------------------------------------------- | ---------- | ------ | ------ | ------ |
| 地域党                                                                                    | 8,148,745  | 32.14  | 186    | 41.33  |
| ティモシェンコ・ブロック                                                                  | 5,652,876  | 22.29  | 129    | 28.67  |
| 「我らのウクライナ」                                                                      | 3,539,140  | 13.95  | 81     | 18.00  |
| ウクライナ社会党                                                                          | 1,444,224  | 5.69   | 33     | 7.33   |
| ウクライナ共産党                                                                          | 929,591    | 3.66   | 21     | 4.67   |
| ナターリャ・ビトレンコ人民反対派ブロック                                                  | 743,704    | 2.93   | 0      | 0.00   |
| リトヴィン・ブロック                                                                      | 619,905    | 2.44   | 0      | 0.00   |
| その他の政党及び政党連合                                                                  | 3,332,330  | 12.93  | 0      | 0.00   |
| 全党派の合計                                                                              | 24,410,515 |        | 450    | 100.00 |
| 支持無し                                                                                  | 449,650    | 1.77   |        |        |
| 無効票                                                                                    | 490,595    | 1.93   |        |        |
| 有効投票2％未満の政党の得票については「その他の政党及び政党連合」として一括して掲載する。 |            |        |        |        |

## 参考資料
いずれのサイトも2010年2月10日閲覧。
- 北海道大学スラブ研究センター所属共同研究員 藤森信吉制作「ウクライナの選挙・政党データ」（エクセル）。西南大学法学部教員、仙石学サイトの「ポスト社会主義国の選挙･政党データ(ベータ版)」より。
- CENTRAL ELECTION COMMISSION OF UKRAINE（ウクライナ中央選挙管理委員会）英語版